# Alex Salmond
Alexander Elliot Anderson Salmond (Linlithgow, Escocia, 31 de diciembre de 1954-Ohrid, Macedonia del Norte, 12 de octubre de 2024), más conocido como Alex Salmond, fue un político británico, jefe entre 2005 y 2014 del Partido Nacional Escocés y miembro desde 2015 de la Cámara de los Comunes del Reino Unido. Previamente había dirigido el partido entre 1990 y 2000. Fue ministro principal de Escocia entre 2007 y 2014.

## Vida y carrera
Salmond nació en Linlithgow, cerca de Edimburgo. Cursó sus estudios en la Universidad de St. Andrews, donde se licenció en economía e historia. Después de unos años como economista en el Royal Bank of Scotland, fue elegido al Parlamento del Reino Unido. 
En 1990 se hizo jefe del partido Partido Nacional Escocés (SNP), a pesar de ser considerado como de tendencia izquierdista. En esa época, el SNP tuvo sólo cuatro diputados en el Parlamento, pero Salmond, por medio de su intensa combatividad, ganó atención. 
Tras la victoria arrolladora del Partido Laborista en las elecciones británicas de 1997, Salmond abogó con su partido por la devolución, el traspaso de competencias sobre los asuntos escoceses a un Parlamento Escocés. Fue una decisión difícil para el ala inmediatista del SNP, por temor a que debilitase el argumento pro-independencia. Al final, sólo el veinticinco por ciento de los escoceses votaron contra la devolución.
En 2000, de modo inesperado, dimitió de su puesto como jefe del SNP. Permaneció como jefe del grupo parlamentario en Westminster, donde se opuso virulentamente a la invasión de Irak, acusando al primer ministro Tony Blair de mentir. 
Después de la dimisión de su sucesor, John Swinney, Salmond fue reelecto en agosto de 2004 a su viejo puesto con más del 75% de los votos.
En las elecciones de 2007 al Parlamento Escocés, el SNP obtuvo 47 escaños, superando a los Laboristas por un margen de un escaño. El 16 de mayo, gracias al apoyo de los Verdes, Salmond fue elegido Ministro principal (first minister) por el Parlamento Escocés, formando un gobierno minoritario (49 escaños) frente a los 79 escaños de los partidos lealistas (laboristas, liberales y conservadores).

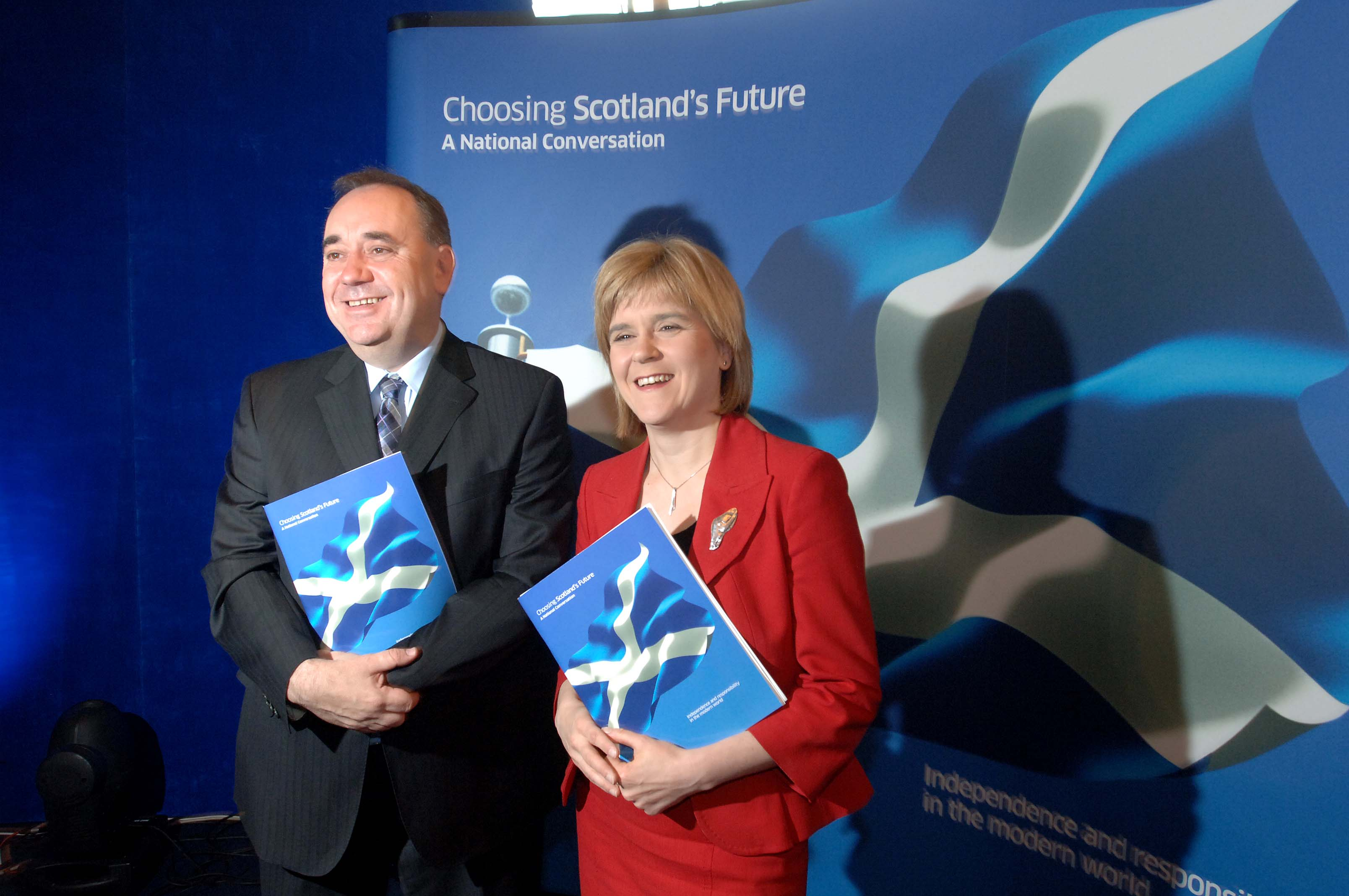
Alex Salmond y Nicola Sturgeon en 2007.

En las elecciones del 5 de mayo de 2011 al Parlamento Escocés, el SNP obtuvo 69 escaños, superando a los Laboristas por un margen amplísimo. Tuvo mayoría absoluta frente a los 57 escaños de los partidos lealistas (laboristas, liberales y conservadores). Los verdes subieron de 2 a 3 escaños. Esta victoria permitió la celebración de un referéndum sobre la independencia de Escocia para el año 2014. Sin embargo, tras ganar el 'No' en el referéndum (44,6% frente al 55,4%), decidió dimitir del cargo de primer ministro escocés y presidente del partido SNP.
En 2021 participó en la creación del nuevo partido independentista Alba Party, del que fue líder y con el que se presentó a las elecciones escocesas de mayo de 2021.

## Muerte
Alex Salmond murió el 12 de octubre de 2024, a la edad de 69 años. Se encontraba en Ohrid, Macedonia del Norte, y había hablado en la Escuela Gjorge Ivanov para Jóvenes Líderes ese mismo día. Los funcionarios del gobierno en Macedonia del Norte dijeron que súbitamente había enfermado, y que colapsó en el Hotel Inex Olgica alrededor de las 15:30 CEST, y luego fue declarado muerto en el lugar; está pendiente una autopsia para determinar la causa de su muerte. Tras el anuncio de su muerte, las banderas en el edificio del Parlamento escocés en Edimburgo se bajaron a media asta a pedido de la presidenta Alison Johnstone como muestra de respeto.
Descrito por STV News como "una de las figuras más importantes de la política escocesa moderna", comenzaron a rendirse homenajes a Salmond y su carrera política poco después del anuncio de su muerte. El primer ministro de Escocia, John Swinney, dijo que estaba "profundamente conmocionado y entristecido por su prematura fuerte", y agregó que "hizo una enorme contribución a la vida política, no solo en Escocia, sino en todo el Reino Unido y más allá". El primer ministro del Reino Unido,Keir Starmer, dijo que Salmond "deja un legado duradero", citando su estatura como una "figura monumental de la política escocesa y del Reino Unido durante 30 años".
Nicola Sturgeon, una estrecha colaboradora política de Salmond, y su sucesora como primera ministra, con quien sus relaciones se habían deteriorado en los años previos a su muerte, dijo que estaba "conmocionada y apenada" al enterarse de la muerte de Salmond. Añadió además: "Obviamente, no puedo fingir que los acontecimientos de los últimos años que llevaron a la ruptura de nuestra relación no sucedieron, y no estaría bien que lo intentara". Más tarde añadió: "El hecho es que durante muchos años Alex fue una figura increíblemente importante en mi vida. Fue mi mentor, y durante más de una década formamos una de las asociaciones más exitosas en la política del Reino Unido".
Otros homenajes a Salmond fueron rendidos por el Secretario de Estado para Escocia, Ian Murray, quien afirmó que era "imposible exagerar el impacto que Alex Salmond tuvo en Escocia y en nuestra política", Joanna Cherry, exdiputada del SNP que sirvió con Salmond en el Parlamento del Reino Unido, el exlíder de los conservadores escoceses Douglas Ross y el locutor político Andrew Neil.